# アラブ・東ローマ戦争
アラブ・東ローマ戦争（アラブ・ひがしローマせんそう）とは、アラブ人のイスラム王朝（ウマイヤ朝、ファーティマ朝）と東ローマ帝国との間に行われた戦争のことである。

## シリアを巡る戦い
アラビア半島を統一したムハンマドは周辺民族に通商の使者を送っていたが、キリスト教国のガッサーン朝はイスラムの使者を殺害してしまった。ムハンマドはガッサーン朝に報復するために娘婿のザイドを主将とする軍を送り込んだ。ガッサーン朝とその同盟国であった東ローマ帝国はムウタの戦いでイスラム軍を壊滅させた。東ローマはサーサーン朝ペルシア帝国との戦いで疲弊しており、イスラム側も内部に反抗する部族がいたため、双方が望んで和平を結ぶことになったが、イスラム側は東ローマへの怨恨を忘れなかった。
634年、正統カリフのアブー・バクルが東ローマ帝国へ宣戦布告、シリアに出兵した。イスラム軍はボスラ、アジュナーダインで東ローマ軍に勝利し、さらにエルサレム、635年にダマスカスを占領した。東ローマ皇帝ヘラクレイオスはシリア奪還しようと636年に大軍を引き連れてアンティオキアに入城し、弟のテオドロスとアルメニア系の将軍ヴァーハーンに軍勢をたくし、シリアの諸都市を奪還させていった。イスラム側は東ローマ帝国を疲弊させるため、あえて都市を放棄しジャーヒヤまで後退していた。
東ローマ軍はイスラム軍を殲滅するため、ジャーヒヤへ侵攻を開始したがヤルムーク川で待ち受けていたイスラム軍に大敗し（ヤルムークの戦い）シリア軍団を壊滅させられてしまった。イスラム軍は兵力が激減した東ローマ軍を攻撃し、翌年の637年にはエルサレム、アレッポ、アンティオキアをも占領し、シリアを完全に制覇した。

## 主な戦い
- ヤルムークの戦い
- アモリオンの戦い
- ララカオンの戦い
- オロンテスの戦い（英語版） - 995年9月15日の戦闘。
- アクロイコンの戦い
- アザーズの戦い (1030年)